# Organi della chiesa della Santissima Trinità a Parigi

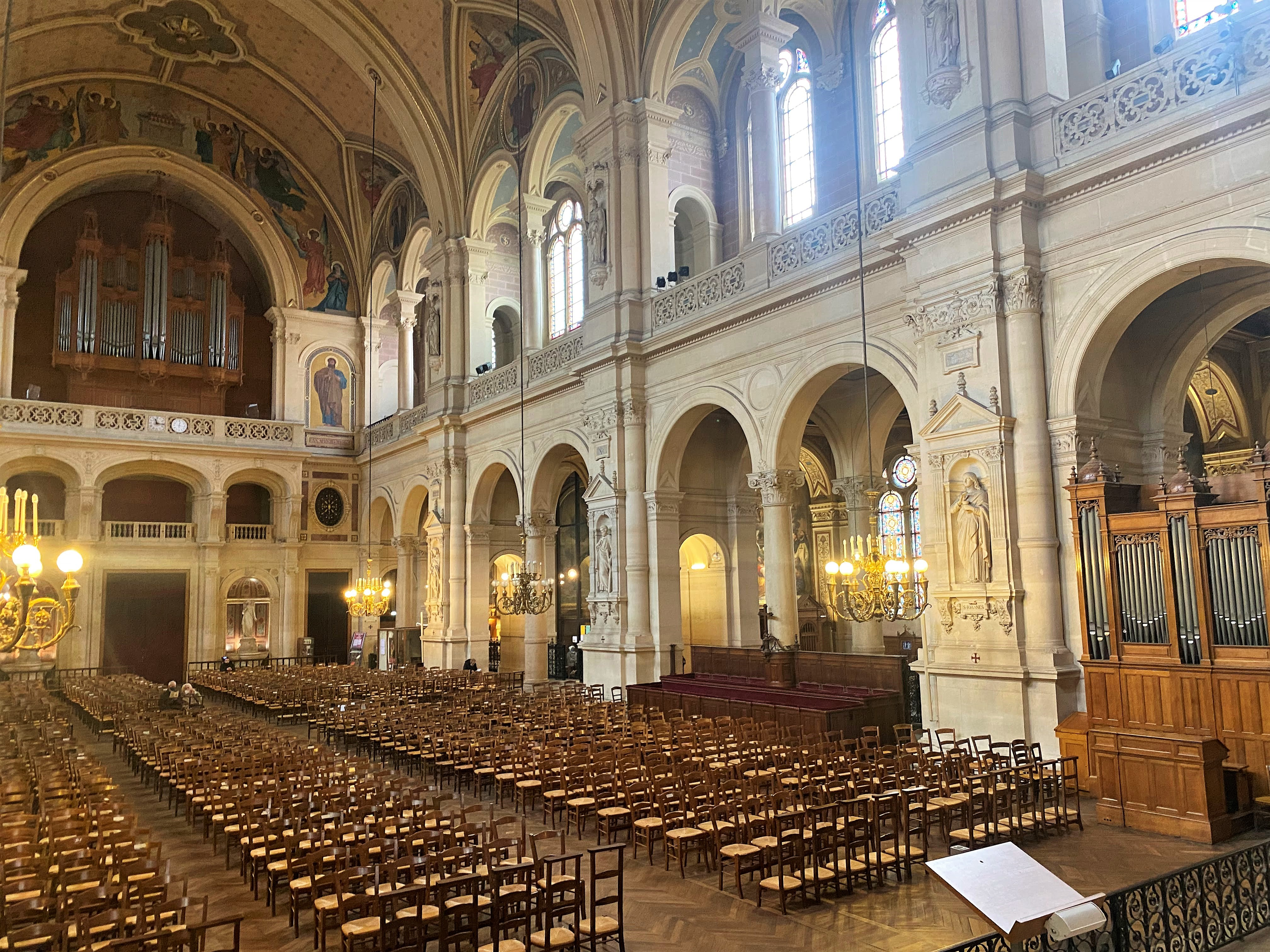
Interno della chiesa della Santissima Trinità verso la controfacciata, con i due organi a canne.

Gli organi della chiesa della Santissima Trinità a Parigi sono due strumenti storici costruiti da Aristide Cavaillé-Coll alla fine degli anni 1860:
- l'organo maggiore (opus 271/254), del 1867-1968, è situato sulla cantoria in controfacciata e dispone di 60 registri su tre manuali e pedale;
- l'organo del coro (opus 304/289), del 1967, è situato a pavimento sotto la settima arcata tra la navata centrale e la navata laterale sinistra, e dispone di 15 registri su due manuali e pedale.

Alla chiesa della Santissima Trinità sono legati diversi importanti musicisti e compositori, tra i quali Alexandre Guilmant e Olivier Messiaen che vi prestarono servizio come organisti.
Gli organisti titolari sono quattro: Loïc Mallié (organista dell'organo maggiore), Jean-François Hatton e Thomas Lacôte (sostituti organisti) e Carolyn Shuster Fournier (organista dell'organo del coro).

## Storia
La chiesa della Santissima Trinità di Parigi venne costruita tra il 1861 e il 1867 su progetto di Théodore Ballu, in stile neorinascimentale.
Nel 1867 Aristide Cavaillé-Coll costruì per la chiesa un organo a canne di modeste dimensioni, da collocarsi nei pressi del presbiterio e da utilizzare prevalentemente durante le liturgie per l'accompagnamento del canto; lo strumento, a 15 registri su due manuali e pedale, venne inaugurato il 7 novembre dello stesso anno.
Contemporaneamente, lo stesso organaro iniziò la costruzione di un secondo strumento di grandi dimensioni, che avrebbe trovato luogo sulla cantoria in controfacciata. Il progetto originario prevedeva che lo strumento avesse 36 registri, che in corso d'opera aumentarono fino a divenire 46. L'organo venne terminato nel 1868 e ufficialmente inaugurato il 16 marzo 1869 con la partecipazione di Charles-Alexis Chauvet, Alexis-Henri Fissot, César Franck, Camille Saint-Saëns e Charles-Marie Widor; era a trasmissione meccanica (con leva Barker per il Grand-Orgue), con consolle avente tre tastiere di 56 note ciascuna (Do1-Sol5) e pedaliera di 30 (Do1-Fa3), e aveva la seguente disposizione fonica:
| I - Grand-Orgue  |        |
| Montre           | 16'    |
| Bourdon          | 16'    |
| Montre           | 8'     |
| Bourdon          | 8'     |
| Flûte            | 8'     |
| Gambe            | 8'     |
| Prestant         | 4'     |
| Flûte octaviante | 4'     |
| Quinte           | 2.2/3' |
| Doublette        | 2'     |
| Cornet           | V      |
| Plein-jeu        | V      |
| Bombarde         | 16'    |
| Trompette        | 8'     |
| Clairon          | 4'     |

| II - Positif |     |
| Flûte        | 16' |
| Bourdon      | 8'  |
| Salicional   | 8'  |
| Unda maris   | 8'  |
| Flûte        | 4'  |
| Prestant     | 4'  |
| Doublette    | 2'  |
| Piccolo      | 1'  |
| Cornet       | V   |
| Basson       | 16' |
| Clarinette   | 8'  |
| Trompette    | 8'  |

| III - Récit expressif |    |
| Flûte                 | 8' |
| Bourdon               | 8' |
| Gambe                 | 8' |
| Voix céleste          | 8' |
| Flûte                 | 4' |
| Octavin               | 2' |
| Voix humaine          | 8' |
| Hautbois              | 8' |
| Trompette             | 8' |
| Clairon               | 4' |
| Trémolo               |    |

| Pédale      |     |
| Bourdon     | 32' |
| Contrebasse | 16' |
| Sous-basse  | 16' |
| Flûte       | 8'  |
| Bourdon     | 8'  |
| Violoncelle | 8'  |
| Flûte       | 4'  |
| Bombarde    | 16' |
| Trompette   | 8'  |
| Clairon     | 4'  |

Il nuovo organo presentava elementi tipici degli strumenti francesi della seconda metà del XIX secolo, quali un elevato numero di registri di 8' e 4' e di registri ad ancia; sia al Grand-Orgue (primo manuale) che al Positif (secondo manuale) vi era un Cornetto di cinque file, derivante dalla tradizione classica francese, mentre vi era una sola mutazione semplice (la Quinte 2.2/3' del primo manuale), cui nel 1872, ad opera del costruttore stesso, se ne aggiungerà una seconda (al secondo manuale, in luogo del registro Doublette 2').
Nel corso della comune di Parigi del 1871, l'organo maggiore venne notevolmente danneggiato e, l'anno successivo, fu oggetto di un radicale intervento di ripristino da parte di Aristide Cavaillé-Coll (opus 379/368).
Nel XX secolo lo strumento fu oggetto di diversi interventi di restauro e modifica, che ne alterarono le caratteristiche originarie: il primo venne operato nel 1901 da parte di Joseph Merklin, che lo reintonò; tra il 1934 e il 1935, sotto la direzione di Olivier Messiaen, da pochi anni nominato organista titolare, la ditta Pleyel-Cavaillé-Coll installa sette nuovi registri e fa alcune modifiche alla trasmissione (tra le quali l'installazione della leva Barker anche per il Positif); tra il 1962 e il 1967, la ditta Beuchet-Debierre opera ulteriori modifiche, tra le quali la sostituzione integrale della trasmissione meccanica con una nuova elettrica (e l'installazione di una nuova consolle in luogo di quella originaria) e l'aggiunta di altri sette registri. Per volere di Messiaen, nel 1984 è stata aumentata la sonorità dei registri di fondo (in tal frangente l'organista avrebbe voluto che venissero aggiunti quattro nuovi registri, tra i quali una Bombarde 32') e, nel 1992-1993, è stata operata una completa revisione dello strumento.
L'organo maggiore è classificato dal 1981 come monumento storico di Francia relativamente alla parte strumentale.

## Organo maggiore
(Olivier Messiaen)

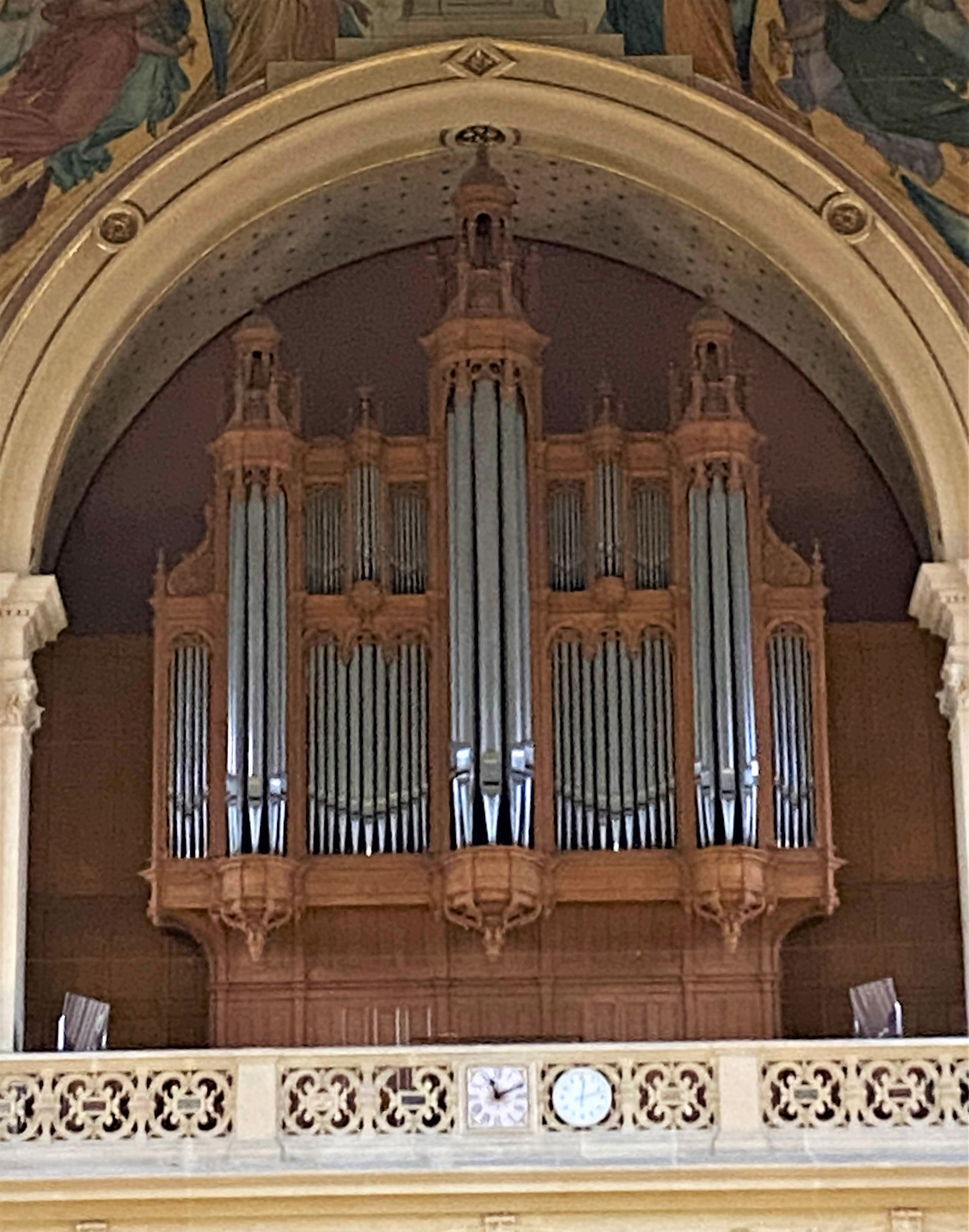
L'organo maggiore.

L'organo a canne Cavaillé-Coll opus 271/254 è situato in controfacciata, sopra l'apposita cantoria in pietra; quest'ultima è costituita da un vano che si apre nella parete con un grande arco leggermente ogivale, ed è delimitata da una balaustra marmorea scolpita.
Lo strumento è a trasmissione integralmente elettrica, installata negli anni 1960 dalla ditta Beuchet-Debierre in sostituzione di quella originaria, meccanica con leva Barker per il Grand-Orgue e il Positif (quest'ultima installata nel 1934-1935); dispone di 60 registri per un totale di 82 file.
L'organo si articola in un solo corpo, posto al centro della cantoria, a ridosso della parete di fondo; il materiale fonico è interamente racchiuso all'interno di una cassa lignea, in stile con la chiesa. Il prospetto è movimentato da tre tourelles, sormontate da dei piccoli cupolini con lanterna, alle quali sono alternate delle campate ad andamento rettilineo, di cui le due centrali poste su due livelli. La mostra è composta da canne di metallo, con bocche a scudo.
La consolle, risalente ai restauri degli anni 1960, è situata al centro della cantoria, ed è rivolta verso la navata. Essa dispone di tre tastiere di 56 note ciascuna (Do1-Sol5) e pedaliera concavo-parallela di 32 note (Do1-Sol3). I registri sono azionati da placchette a bilico disposte in quattro file parallele, su due piani inclinati ai lati dei manuali; le placchette delle unioni e degli accoppiamenti sono invece collocate in fila unica al di sopra del terzo manuale.
Di seguito la disposizione fonica:
| I - Grand-Orgue  |        |
| Montre           | 16'    |
| Bourdon          | 16'    |
| Montre           | 8'     |
| Flûte harmonique | 8'     |
| Bourdon          | 8'     |
| Gambe            | 8'     |
| Prestant         | 4'     |
| Flûte octaviante | 4'     |
| Quinte           | 2.2/3' |
| Doublette        | 2'     |
| Cornet           | V      |
| Plein-jeu        | IV     |
| Cymbale          | II–IV  |
| Bombarde         | 16'    |
| Trompette        | 8'     |
| Clairon          | 4'     |

| II - Positif     |        |
| Expressif        |        |
| Cor de nuit      | 8'     |
| Flûte douce      | 4'     |
| Nazard           | 2.2/3' |
| Flageolet        | 2'     |
| Tierce           | 1.3/5' |
| Piccolo          | 1'     |
| Clarinette       | 8'     |
|                  |        |
| Ouvert           |        |
| Quintaton        | 16'    |
| Principal        | 8'     |
| Flûte harmonique | 8'     |
| Salicional       | 8'     |
| Unda maris       | 8'     |
| Prestant         | 4'     |
| Doublette        | 2'     |
| Cornet           | II–V   |
| Fourniture       | IV     |
| Basson           | 16'    |
| Trompette        | 8'     |
| Clairon          | 4'     |

| III - Récit expressif |        |
| Bourdon               | 16'    |
| Flûte traversière     | 8'     |
| Bourdon               | 8'     |
| Gambe                 | 8'     |
| Voix céleste          | 8'     |
| Flûte octaviante      | 4'     |
| Nazard                | 2.2/3' |
| Octavin               | 2'     |
| Tierce                | 1.3/5' |
| Cymbale               | III    |
| Bombarde              | 16'    |
| Trompette             | 8'     |
| Basson-hautbois       | 8'     |
| Voix humaine          | 8'     |
| Clairon               | 4'     |
| Trémolo               |        |

| Pédale      |     |
| Flûte       | 32' |
| Soubasse    | 16' |
| Contrebasse | 16' |
| Flûte       | 8'  |
| Bourdon     | 8'  |
| Violoncelle | 8'  |
| Flûte       | 4'  |
| Plein-jeu   | IV  |
| Bombarde    | 16' |
| Trompette   | 8'  |
| Clairon     | 4'  |

### Organisti titolari
- Charles-Alexis Chauvet (1868-1871)
- Alexandre Guilmant (1871-1901)
- Charles Quef (1901-1931)
- Olivier Messiaen (1931-1992)
- Naji Hakim (1992-2008)
- Loïc Mallié (dal 2008)

## Organo del coro

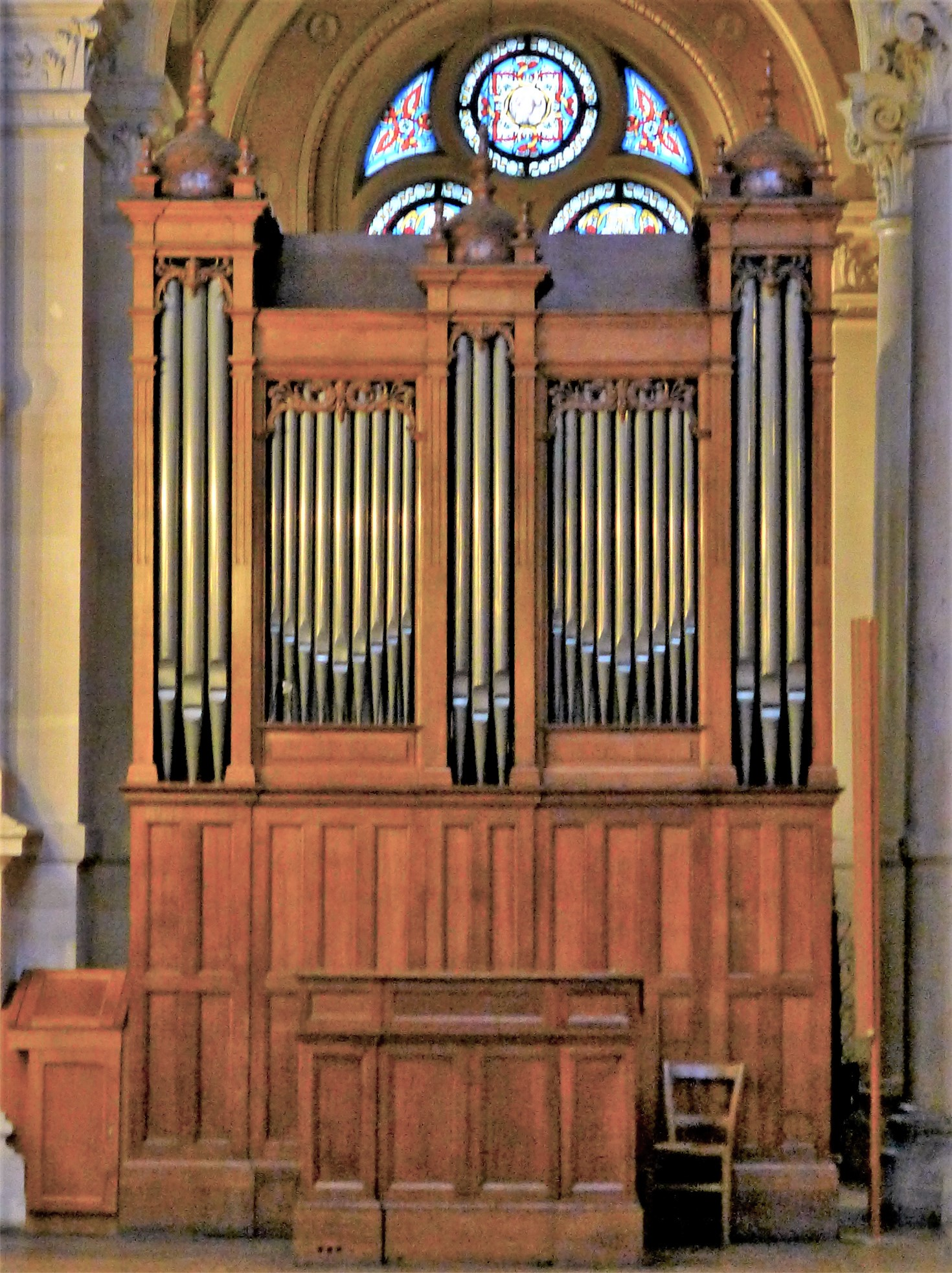
L'organo del coro.

L'organo a canne Cavaillé-Coll opus 304/289 è situato a pavimento nell'aula, nei pressi del presbiterio, sotto la settima arcata tra la navata centrale e la navata laterale di sinistra.
Lo strumento è a trasmissione integralmente meccanica e dispone di 15 registri (12 reali e 3 - quelli del Pedale - ottenuti per derivazione dai manuali). Si articola in un unico corpo ed è interamente racchiuso all'interno di una cassa lignea sobriamente decorata con intagli e modanature. Nel prospetto si trova la mostra, composta da canne in metallo e inserita in cinque campi: tre più stretti e alti (con bocche a scudo) e due intermedi (con bocche a mitria).
La consolle è fissa, ed è posta davanti alla parete anteriore della cassa; essa dispone di due tastiere di 56 note ciascuna (Do1-Sol5) e pedaliera concavo-parallela di 30 note (Do1-Fa3).
La disposizione fonica è la seguente:
| I - Grand-Orgue  |       |
| Bourdon          | 16'   |
| Montre           | 8'    |
| Salicional       | 8'    |
| Flûte harmonique | 8'    |
| Prestant         | 4'    |
| Plein-jeu        | II-IV |

| II - Récit expressif |     |
| Viole de gambe       | 8'  |
| Voix céleste         | 8'  |
| Cor de nuit          | 8'  |
| Flûte octaviante     | 4'  |
| Basson               | 16' |
| Trompette            | 8'  |
| Trémolo              |     |

| Pédale   |     |
| Soubasse | 16' |
| Basse    | 8'  |
| Basson   | 16' |